# Sverige i olympiska sommarspelen 2008
Sverige deltog i de 29:e olympiska sommarspelen 2008. Den svenska OS-truppen togs ut av SOK i olika omgångar under våren och sommaren. En mindre del av truppen deltog i inmarschen under OS-invigningen 8 augusti, men de flesta av de svenska friidrottarna befann sig i Fukuoka i Japan på förläger och damlandslaget i fotboll var upptagna med förberedelser för sin andra gruppspelsmatch. Vid invigningen bars den svenska flaggan av Christian Olsson trots att han inte skulle delta i någon gren. Vid avslutningen bars fanan av den 42-årige bordtennisspelaren Jörgen Persson, vilket avviker från tidigare praxis då Sveriges Olympiska Kommitté har valt en yngre talang som har tagit medalj. För första gången sedan 1988 vann Sverige inte en enda guldmedalj.

## Medaljörer
| Medaljer | Medaljer | Medaljer | Medaljer | Medaljer | Medaljer | Medaljer |
| -------- | -------- | -------- | -------- | -------- | -------- | -------- |
| Dag      | Datum    |          |          |          | Totalt   |          |
| Dag 1    | 8        | —        | —        | —        | —        |          |
| Dag 2    | 9        | 0        | 0        | 0        | 0        |          |
| Dag 3    | 10       | 0        | 1        | 0        | 1        |          |
| Dag 4    | 11       | 0        | 0        | 0        | 0        |          |
| Dag 5    | 12       | 0        | 0        | 0        | 0        |          |
| Dag 6    | 13       | 0        | 1        | 0        | 1        |          |
| Dag 7    | 14       | 0        | 0        | 1        | 1        |          |
| Dag 8    | 15       | 0        | 0        | 0        | 0        |          |
| Dag 9    | 16       | 0        | 1        | 0        | 1        |          |
| Dag 10   | 17       | 0        | 0        | 0        | 0        |          |
| Dag 11   | 18       | 0        | 0        | 0        | 0        |          |
| Dag 12   | 19       | 0        | 0        | 0        | 0        |          |
| Dag 13   | 20       | 0        | 0        | 0        | 0        |          |
| Dag 14   | 21       | 0        | 1        | 1        | 2        |          |
| Dag 15   | 22       | 0        | 0        | 0        | 0        |          |
| Dag 16   | 23       | 0        | 0        | 0        | 0        |          |
| Dag 17   | 24       | 0        | 0        | 0        | 0        |          |
| Totalt   | Totalt   | 0        | 4        | 1        | 5        |          |

### Silver
- Emma Johansson - Cykel: linjelopp, 10 augusti 2008
- Gustav Larsson - Cykel: tempolopp, 13 augusti 2008
- Thomas Johansson och Simon Aspelin - Tennis: dubbel, 16 augusti 2008
- Rolf-Göran Bengtsson - Ridsport: hoppning, 21 augusti 2008

### Brons
- Ara Abrahamian - Brottning: 84 kg, 14 augusti 2008 Abrahamian diskvalificerades för att ha "kränkt den olympiska andan".[2]
- Anders Ekström och Fredrik Lööf - Segling: Starbåt 21 augusti 2008

## Badminton
| Tävlande     | Gren   | 1/32-final                            | 1/16-final        | 1/8-final         | Kvartsfinal       | Semifinal         | Final             | Placering |
| Tävlande     | Gren   | Motstånd Resultat                     | Motstånd Resultat | Motstånd Resultat | Motstånd Resultat | Motstånd Resultat | Motstånd Resultat | Placering |
| ------------ | ------ | ------------------------------------- | ----------------- | ----------------- | ----------------- | ----------------- | ----------------- | --------- |
| Sara Persson | Singel | Petya Nedelcheva (BUL) F 10–21, 10–21 | Avancerade inte   | Avancerade inte   | Avancerade inte   | Avancerade inte   | Avancerade inte   | =64       |

## Bordtennis

### Herrar
| Tävlande       | Gren   | Försöksomgång        | Omgång 1                   | Omgång 2                           | Omgång 3               | Omgång 4                      | Kvartsfinal                | Semifinal            | Final                  | Placering |
| Tävlande       | Gren   | Motståndare Resultat | Motståndare Resultat       | Motståndare Resultat               | Motståndare Resultat   | Motståndare Resultat          | Motståndare Resultat       | Motståndare Resultat | Motståndare Resultat   | Placering |
| -------------- | ------ | -------------------- | -------------------------- | ---------------------------------- | ---------------------- | ----------------------------- | -------------------------- | -------------------- | ---------------------- | --------- |
| Jens Lundqvist | Singel |                      | William Henzel (AUS) F 2–4 | Avancerade inte                    | Avancerade inte        | Avancerade inte               | Avancerade inte            | Avancerade inte      | Avancerade inte        | =64       |
| Jörgen Persson | Singel |                      |                            | Aleksandar Karakasevic (SRB) V 4-2 | Yuk Cheung (HKG) V 4-1 | Vladimir Samsonov (BLR) V 4-3 | Zoran Primorac (CRO) V 4-1 | Wang Hao (CHN) F 1-4 | Wang Liqin (CHN) F 0-4 | 4         |

### Herrar lag
- Pär Gerell
- Jörgen Persson
- Jens Lundqvist
- Robert Svensson

|       | 2008-08-13 | Sverige | 0 – 3   | Sydkorea | Beida-hallen |  |
| 10:00 | 10:00      |         | Rapport |          |              |  |
| 10:00 | 10:00      |         |         |          |              |  |
| 10:00 | 10:00      |         |         |          |              |  |

|       | 2008-08-13 | Kina-Taipei | 3 – 2   | Sverige | Beida-hallen |  |
| 19:30 | 19:30      |             | Rapport |         |              |  |
| 19:30 | 19:30      |             |         |         |              |  |
| 19:30 | 19:30      |             |         |         |              |  |

|       | 2008-08-14 | Sverige | 3 – 0   | Brasilien | Beida-hallen |  |
| 14:30 | 14:30      |         | Rapport |           |              |  |
| 14:30 | 14:30      |         |         |           |              |  |
| 14:30 | 14:30      |         |         |           |              |  |

| Lag              | Poäng | Matcher | Vinster | Förluster | GW | GL |
| ---------------- | ----- | ------- | ------- | --------- | -- | -- |
| Sydkorea         | 6     | 3       | 3       | 0         | 9  | 2  |
| Kinesiska Taipei | 5     | 3       | 2       | 1         | 7  | 6  |
| Sverige          | 4     | 3       | 1       | 2         | 5  | 6  |
| Brasilien        | 3     | 3       | 0       | 3         | 2  | 9  |

## Boxning
| Tävlande        | Gren          | 32:a-delsfinal                | 16:de-delsfinal   | Kvartsfinal       | Semifinal         | Final             | Placering |
| Tävlande        | Gren          | Motstånd Resultat             | Motstånd Resultat | Motstånd Resultat | Motstånd Resultat | Motstånd Resultat | Placering |
| --------------- | ------------- | ----------------------------- | ----------------- | ----------------- | ----------------- | ----------------- | --------- |
| Naim Terbunja   | Medelvikt     | Matvey Korobov (RUS) F 6-18   | Avancerade inte   | Avancerade inte   | Avancerade inte   | Avancerade inte   | =32       |
| Kennedy Katende | Lätt tungvikt | Artur Beterbiyev (RUS) F 3-15 | Avancerade inte   | Avancerade inte   | Avancerade inte   | Avancerade inte   | =32       |

## Brottning

### Fristil

#### Damer
| Tävlande          | Gren   | 1/8 Final                      | Kvartsfinal        | Semifinal          | Återkval                            | Final                          | Placering |
| Tävlande          | Gren   | Motståndare Result             | Motståndare Result | Motståndare Result | Motståndare Result                  | Motståndare Result             | Placering |
| ----------------- | ------ | ------------------------------ | ------------------ | ------------------ | ----------------------------------- | ------------------------------ | --------- |
| Sofia Mattsson    | −48 kg | CHUN Clarissa (USA) F 1-2, 1-4 | Avancerade inte    | Avancerade inte    | Avancerade inte                     | Avancerade inte                | 12        |
| Ida-Theres Nerell | −55 kg | Saori Yoshida (JPN) F 1-3, 0-4 | Avancerade inte    | Avancerade inte    | Natalia Golts (RUS) V 1-0, 0-3, 1-0 | Tonya Verbeek (CAN) F 0-1, 0-1 | =5        |
| Jenny Fransson    | −72 kg | Wang Jiao (CHN) F 3-4, 0-6     | Avancerade inte    | Avancerade inte    | Ali Bernard (USA) F 1-3, 0-3        | Avancerade inte                | 9         |

### Grekisk-Romersk stil

#### Herrar
| Tävlande       | Gren    | Kvalifikation                        | 1/8 Final                            | Kvartsfinal                         | Semifinal                        | Återkval 1         | Återkval 2         | Final                                | Placering |
| Tävlande       | Gren    | Motståndare Result                   | Motståndare Result                   | Motståndare Result                  | Motståndare Result               | Motståndare Result | Motståndare Result | Motståndare Result                   | Placering |
| -------------- | ------- | ------------------------------------ | ------------------------------------ | ----------------------------------- | -------------------------------- | ------------------ | ------------------ | ------------------------------------ | --------- |
| Ara Abrahamian | −84 kg  | Kim Jung-Sub (KOR) V 1-3, 1-1, 1-1   | Yunior Estrada (CUB) V 2-1, 1-1, 1-1 | Denis Forov (ARM) V 1-1, 0-3, 2-1   | Andrea Minguzzi (ITA) F 1-1, 1-2 |                    |                    | Mélonin Noumonvi (FRA) V 4-0, 1-1    | DSQ ()*   |
| Jalmar Sjöberg | −120 kg | Marek Mikulski (POL) V 0-4, 5-0, 3-0 | Anton Botev (AZE) V 2-0, 3-0         | Dremiel Byers (USA) V 0-3, 1-1, 1-1 | Mijail Lopez (CUB) F 0-3, 0-3    |                    |                    | Yuri Patrikeev (ARM) F 1-2, 1-1, 0-3 | =5        |

- Ara Abrahamian vann bronsmedaljen men diskvalificerades och fråntogs sin medalj efter att ha klivit av podiet vid prisceremonin för att lägga medaljen på golvet och lämna lokalen innan guld- och silvermedaljerna delades ut. Hans gärning var en protest mot ett kontroversiellt domslut i hans semifinal mot Italiens Andrea Minguzzi. Medaljen kommer inte att tilldelas någon annan brottare. "Internationella olympiska kommittén (IOK) sade att svensken straffades för att ha brutit mot andan av fair play under medaljceremonin."[3]

## Bågskytte
| Tävlande         | Gren         | Rankingrunda | Rankingrunda | 1/32-final                                    | 1/16-final                        | 1/8-final         | Kvartsfinal       | Semifinal         | Final             | Placering |
| Tävlande         | Gren         | Poäng        | Seed         | Motståndare Poäng                             | Motståndare Poäng                 | Motståndare Poäng | Motståndare Poäng | Motståndare Poäng | Motståndare Poäng | Placering |
| ---------------- | ------------ | ------------ | ------------ | --------------------------------------------- | --------------------------------- | ----------------- | ----------------- | ----------------- | ----------------- | --------- |
| Magnus Petersson | Individuellt | 646          | 49           | Crispin Duenas (CAN) (16) V 108(+19)-108(+18) | Maksim Kunda (BLR) (48) F 110-112 | Avancerade inte   | Avancerade inte   | Avancerade inte   | Avancerade inte   | 19        |

## Cykel

### Mountainbike

#### Damer
| Tävlande        | Gren         | Tid          | Resultat     |
| --------------- | ------------ | ------------ | ------------ |
| Alexandra Engen | Mountainbike | Startar inte | Startar inte |

#### Herrar
| Tävlande           | Gren         | Tid     | Resultat |
| ------------------ | ------------ | ------- | -------- |
| Fredrik Kessiakoff | Mountainbike | 2:03:09 | 17       |
| Emil Lindgren      | Mountainbike | -2 Varv | 38       |

### Landsväg

#### Herrar
| Tävlande          | Gren      | Tid                 | Resultat |
| ----------------- | --------- | ------------------- | -------- |
| Gustav Larsson    | Linjelopp | 6:26:17 (+2:28)     | 24:e     |
| Gustav Larsson    | Tempolopp | 1:02:44.79 (+33.36) |          |
| Thomas Lövkvist   | Linjelopp | 6:26:25 (+2:36)     | 38:e     |
| Marcus Ljungqvist | Linjelopp | 6:34:26 (+10:37)    | 58:e     |

#### Damer
| Tävlande          | Gren      | Tid              | Resultat |
| ----------------- | --------- | ---------------- | -------- |
| Emma Johansson    | Linjelopp | 3:32:24 (+0:00)  |          |
| Emma Johansson    | Tempolopp | 38:28 (+3:37)    | 21:a     |
| Susanne Ljungskog | Linjelopp | 3:32:52 (+0:28)  | 21:a     |
| Susanne Ljungskog | Tempolopp | 36:33 (+1:42)    | 10:e     |
| Saara Mustonen    | Linjelopp | 3:43:25 (+11:01) | 56:e     |

## Fotboll

### Damlandslaget

#### Truppen
| Nr             | Namn                         | Klubb                   | Född              | SM        | Mål       |           | Gult kort · Gult kort · Rött kort | Rött kort |
| Målvakter      | Målvakter                    | Målvakter               | Målvakter         | Målvakter | Målvakter | Målvakter | Målvakter                         | Målvakter |
| -------------- | ---------------------------- | ----------------------- | ----------------- | --------- | --------- | --------- | --------------------------------- | --------- |
| 1              | Hedvig Lindahl               | Linköpings FC           | 29 april 1983     | 3         | 0         | 0         | 0                                 | 0         |
| 12             | Caroline Jönsson             | LdB FC Malmö            | 22 november 1977  | 0         | 0         | 0         | 0                                 | 0         |
| 22             | Kristin Hammarström (Reserv) | KIF Örebro DFF          | 29 mars 1982      | 0         | 0         | 0         | 0                                 | 0         |
| Försvarare     |                              |                         |                   |           |           |           |                                   |           |
| 2              | Karolina Westberg            | Umeå IK                 | 16 maj 1978       | 0         | 0         | 0         | 0                                 | 0         |
| 3              | Stina Segerström             | KIF Örebro DFF          | 17 juni 1983      | (1)       | 0         | 0         | 0                                 | 0         |
| 4              | Anna Paulson                 | Umeå IK                 | 29 februari 1984  | 1+(1)     | 0         | 0         | 0                                 | 0         |
| 6              | Sara Thunebro                | Djurgårdens IF          | 26 april 1979     | 3         | 0         | 0         | 0                                 | 0         |
| 7              | Sara Larsson                 | Linköpings FC           | 13 maj 1979       | 3         | 0         | 0         | 0                                 | 0         |
| 13             | Frida Östberg                | Umeå IK                 | 10 december 1977  | 3         | 0         | 0         | 0                                 | 0         |
| 17             | Charlotte Rohlin             | Linköpings FC           | 2 december 1980   | 3         | 0         | 1         | 0                                 | 0         |
| Mittfältare    |                              |                         |                   |           |           |           |                                   |           |
| 5              | Caroline Seger               | Linköpings FC           | 19 mars 1985      | 3         | 0         | 0         | 0                                 | 0         |
| 14             | Josefine Öqvist              | Linköpings FC           | 23 juli 1983      | 1         | 0         | 0         | 0                                 | 0         |
| 15             | Therese Sjögran              | LdB FC Malmö            | 8 april 1977      | 3         | 0         | 0         | 0                                 | 0         |
| 16             | Linda Forsberg               | Djurgårdens IF          | 19 juni 1985      | 1+(2)     | 0         | 0         | 0                                 | 0         |
| 18             | Nilla Fischer                | LdB FC Malmö            | 2 augusti 1984    | 3         | 1         | 0         | 0                                 | 0         |
| 10             | Johanna Almgren (Reserv)     | Kopparbergs/Göteborg FC | 22 mars 1984      | (1)       | 0         | 0         | 0                                 | 0         |
| 20             | Lisa Dahlkvist (Reserv)      | Umeå IK                 | 6 februari 1987   | 0         | 0         | 0         | 0                                 | 0         |
| Anfallare      |                              |                         |                   |           |           |           |                                   |           |
| 8              | Charlotta Schelin            | Göteborg                | 27 februari 1984  | 3         | 3         | 0         | 0                                 | 0         |
| 9              | Jessica Landström            | Linköpings FC           | 12 december 1984  | (3)       | 0         | 0         | 0                                 | 0         |
| 19             | Hanna Ljungberg              | Umeå IK                 | 8 januari 1979    | 0         | 0         | 0         | 0                                 | 0         |
| 11             | Victoria Svensson            | Djurgårdens IF          | 18 maj 1977       | 3         | 0         | 0         | 0                                 | 0         |
| 21             | Madeleine Edlund (Reserv)    | Umeå IK                 | 15 september 1985 | 0         | 0         | 0         | 0                                 | 0         |
| Förbundskapten |                              |                         |                   |           |           |           |                                   |           |
|                | Thomas Dennerby              |                         | 13 augusti 1959   |           |           |           |                                   |           |

### Resultat

#### Gruppspel
|       | 2008-08-06 | Kina          | 2 – 1           | Sverige     | Tianjin Olympic Center Stadium, Tianjin       |                                               |
| 19:45 | 19:45      | Xu 6′ Han 72′ | (1 – 1) Rapport | Schelin 38′ | Publik: 37 902 Domare: Hong Eun-ah (Sydkorea) | Publik: 37 902 Domare: Hong Eun-ah (Sydkorea) |
| 19:45 | 19:45      |               |                 |             | Publik: 37 902 Domare: Hong Eun-ah (Sydkorea) | Publik: 37 902 Domare: Hong Eun-ah (Sydkorea) |
| 19:45 | 19:45      |               |                 |             | Publik: 37 902 Domare: Hong Eun-ah (Sydkorea) | Publik: 37 902 Domare: Hong Eun-ah (Sydkorea) |

|       | 2008-08-09 | Sverige     | 1 – 0           | Argentina | Tianjin Olympic Center Stadium, Tianjin               |                                                       |
| 17:00 | 17:00      | Fischer 57′ | (0 – 0) Rapport |           | Publik: 38 293 Domare: Dianne Ferreira-James (Guyana) | Publik: 38 293 Domare: Dianne Ferreira-James (Guyana) |
| 17:00 | 17:00      |             |                 |           | Publik: 38 293 Domare: Dianne Ferreira-James (Guyana) | Publik: 38 293 Domare: Dianne Ferreira-James (Guyana) |
| 17:00 | 17:00      |             |                 |           | Publik: 38 293 Domare: Dianne Ferreira-James (Guyana) | Publik: 38 293 Domare: Dianne Ferreira-James (Guyana) |

|       | 2008-08-12 | Sverige         | 2 – 1           | Kanada       | Beijing Workers' Stadium, Beijing                   |                                                     |
| 19:45 | 19:45      | Schelin 20′ 51′ | (1 – 0) Rapport | Tancredi 63′ | Publik: 51 112 Domare: Pannipar Kamnueng (Thailand) | Publik: 51 112 Domare: Pannipar Kamnueng (Thailand) |
| 19:45 | 19:45      |                 |                 |              | Publik: 51 112 Domare: Pannipar Kamnueng (Thailand) | Publik: 51 112 Domare: Pannipar Kamnueng (Thailand) |
| 19:45 | 19:45      |                 |                 |              | Publik: 51 112 Domare: Pannipar Kamnueng (Thailand) | Publik: 51 112 Domare: Pannipar Kamnueng (Thailand) |

| Lag       | SM | V | O | F | GM | IM | MS | P |
| --------- | -- | - | - | - | -- | -- | -- | - |
| Kina      | 3  | 2 | 1 | 0 | 5  | 2  | +3 | 7 |
| Sverige   | 3  | 2 | 0 | 1 | 4  | 3  | +1 | 6 |
| Kanada    | 3  | 1 | 1 | 1 | 4  | 4  | 0  | 4 |
| Argentina | 3  | 0 | 0 | 3 | 1  | 5  | −4 | 0 |

#### Slutspel

##### Kvartsfinal
|       | 2008-08-15 | Sverige | 0 – 2 ( e.öt )  | Tyskland                     | Shenyang Olympic Stadium, Shenyang               |                                                  |
| 21:00 | 21:00      |         | (0 – 0) Rapport | Garefrekes 104′ Laudehr 115′ | Publik: 17 209 Domare: Dagmar Damkova (Tjeckien) | Publik: 17 209 Domare: Dagmar Damkova (Tjeckien) |
| 21:00 | 21:00      |         |                 |                              | Publik: 17 209 Domare: Dagmar Damkova (Tjeckien) | Publik: 17 209 Domare: Dagmar Damkova (Tjeckien) |
| 21:00 | 21:00      |         |                 |                              | Publik: 17 209 Domare: Dagmar Damkova (Tjeckien) | Publik: 17 209 Domare: Dagmar Damkova (Tjeckien) |

## Friidrott

### Herrar
| Gren           | Tävlande         | Kval/Heat | Kval/Heat | Semifinal | Semifinal | Final           | Final           |
| Gren           | Tävlande         | Resultat  | Placering | Resultat  | Placering | Resultat        | Placering       |
| -------------- | ---------------- | --------- | --------- | --------- | --------- | --------------- | --------------- |
| 400 m          | Johan Wissman    | 44,81     | 3 Q       | 44,64     | 3 q       | 45,39           | 8               |
| 3 000 m hinder | Mustafa Mohamed  | 8:17,80   | 5 Q       |           |           | 8:20,69         | 10              |
| Höjdhopp       | Stefan Holm      | 2,29      | 6 q       |           |           | 2,32            | 4               |
| Höjdhopp       | Linus Thörnblad  | 2,20      | 26        |           |           | Avancerade inte | Avancerade inte |
| Stavhopp       | Alhaji Jeng      | 5,55      | 14        |           |           | Avancerade inte | Avancerade inte |
| Stavhopp       | Jesper Fritz     | 5,45      | 24        |           |           | Avancerade inte | Avancerade inte |
| Diskuskastning | Niklas Arrhenius | 58,22     | 32        |           |           | Avancerade Inte | Avancerade Inte |
| Spjutkastning  | Magnus Arvidsson | 79,70     | 12 q      |           |           | 80,16           | 11              |

### Damer
| Gren           | Deltagare      | Kval/Heat | Kval/Heat | Semifinal | Semifinal | Final           | Final           |
| Gren           | Deltagare      | Resultat  | Placering | Resultat  | Placering | Resultat        | Placering       |
| -------------- | -------------- | --------- | --------- | --------- | --------- | --------------- | --------------- |
| 100 m häck     | Susanna Kallur | 12,68     | 2 Q       | DNF       | DNF       | Avancerade inte | Avancerade inte |
| Höjdhopp       | Emma Green     | 1,93      | 13 q      |           |           | 1,96            | 9               |
| Längdhopp      | Carolina Klüft | 6,70      | 5 q       |           |           | 6,49            | 9               |
| Tresteg        | Carolina Klüft | 13,97     | 20        |           |           | Avancerade inte | Avancerade inte |
| Diskuskastning | Anna Söderberg | 55,28     | 31        |           |           | Avancerade inte | Avancerade inte |

## Fäktning
| Tävlande        | Gren  | 32-delsfinal                   | 16-delsfinal                        | Kvartsfinal                    | Semifinal            | Bronsfinal           | Final                | Placering |
| Tävlande        | Gren  | Motståndare Resultat           | Motståndare Resultat                | Motståndare Resultat           | Motståndare Resultat | Motståndare Resultat | Motståndare Resultat | Placering |
| --------------- | ----- | ------------------------------ | ----------------------------------- | ------------------------------ | -------------------- | -------------------- | -------------------- | --------- |
| Emma Samuelsson | Värja | Tatjana Logounova (RUS) V 15–6 | Hajnalka Kiraly Picot (FRA) V 15–13 | Britta Heidemann (GER) F 10–15 | Avancerade inte      | Avancerade inte      | Avancerade inte      | 8         |

## Handboll

### Damlaget

#### Resultat

##### Gruppspel
|       | 2008-08-09 | Ungern            | 30 – 24             | Sverige           | Olympic Sports Centre Gymnasium      |                                      |
| 10:45 | 10:45      | Verten, Gorbicz 7 | (15 – 14) (Rapport) | Islas Helgesson 6 | Domare: Licis (LAT), Stolarovs (LAT) | Domare: Licis (LAT), Stolarovs (LAT) |
| 10:45 | 10:45      |                   |                     |                   | Domare: Licis (LAT), Stolarovs (LAT) | Domare: Licis (LAT), Stolarovs (LAT) |
| 10:45 | 10:45      |                   |                     |                   | Domare: Licis (LAT), Stolarovs (LAT) | Domare: Licis (LAT), Stolarovs (LAT) |

|       | 2008-08-11 | Sverige       | 24 – 28             | Ryssland | Olympic Sports Centre Gymnasium |                               |
| 20:45 | 20:45      | Wiel Freden 6 | (12 – 14) (Rapport) | Turey 6  | Domare: Din (ROU), Dinu (ROU)   | Domare: Din (ROU), Dinu (ROU) |
| 20:45 | 20:45      |               |                     |          | Domare: Din (ROU), Dinu (ROU)   | Domare: Din (ROU), Dinu (ROU) |
| 20:45 | 20:45      |               |                     |          | Domare: Din (ROU), Dinu (ROU)   | Domare: Din (ROU), Dinu (ROU) |

|       | 2008-08-13 | Sydkorea   | 31 – 23             | Sverige       | Olympic Sports Centre Gymnasium     |                                     |
| 14:00 | 14:00      | An, Park 7 | (18 – 13) (Rapport) | Ahlm, Boson 6 | Domare: Baum (POL), Goralczyk (POL) | Domare: Baum (POL), Goralczyk (POL) |
| 14:00 | 14:00      |            |                     |               | Domare: Baum (POL), Goralczyk (POL) | Domare: Baum (POL), Goralczyk (POL) |
| 14:00 | 14:00      |            |                     |               | Domare: Baum (POL), Goralczyk (POL) | Domare: Baum (POL), Goralczyk (POL) |

|       | 2008-08-15 | Tyskland        | 26 – 27             | Sverige | Olympic Sports Centre Gymnasium |                               |
| 14:00 | 14:00      | Althaus, Worz 5 | (13 – 13) (Rapport) | Ahlm 7  | Domare: Bord (FRA), Buy (FRA)   | Domare: Bord (FRA), Buy (FRA) |
| 14:00 | 14:00      |                 |                     |         | Domare: Bord (FRA), Buy (FRA)   | Domare: Bord (FRA), Buy (FRA) |
| 14:00 | 14:00      |                 |                     |         | Domare: Bord (FRA), Buy (FRA)   | Domare: Bord (FRA), Buy (FRA) |

|       | 2008-08-17 | Sverige | 25 – 22             | Brasilien | Olympic Sports Centre Gymnasium |                               |
| 09:00 | 09:00      | Ahlm 7  | (14 – 11) (Rapport) | Rosas 5   | Domare: Bord (FRA), Buy (FRA)   | Domare: Bord (FRA), Buy (FRA) |
| 09:00 | 09:00      |         |                     |           | Domare: Bord (FRA), Buy (FRA)   | Domare: Bord (FRA), Buy (FRA) |
| 09:00 | 09:00      |         |                     |           | Domare: Bord (FRA), Buy (FRA)   | Domare: Bord (FRA), Buy (FRA) |

| Lag       | SM | V | O | F | GM  | IM  | MS  | P |
| --------- | -- | - | - | - | --- | --- | --- | - |
| Ryssland  | 4  | 3 | 1 | 0 | 118 | 96  | +22 | 7 |
| Sydkorea  | 4  | 2 | 1 | 1 | 122 | 105 | +17 | 5 |
| Ungern    | 4  | 2 | 1 | 1 | 107 | 109 | -2  | 5 |
| Sverige   | 5  | 2 | 0 | 3 | 102 | 112 | -10 | 4 |
| Brasilien | 5  | 1 | 1 | 2 | 94  | 104 | -10 | 3 |
| Tyskland  | 4  | 1 | 0 | 3 | 98  | 115 | -17 | 2 |

##### Slutspel
Kvartsfinal
|       | 2008-08-19 | Norge            | 31 – 24             | Sverige       | Olympic Sports Centre Gymnasium     |                                     |
| 12:00 | 12:00      | Larsen, Lybekk 6 | (16 – 10) (Rapport) | Torstensson 6 | Domare: Baum (POL), Goralczyk (POL) | Domare: Baum (POL), Goralczyk (POL) |
| 12:00 | 12:00      |                  |                     |               | Domare: Baum (POL), Goralczyk (POL) | Domare: Baum (POL), Goralczyk (POL) |
| 12:00 | 12:00      |                  |                     |               | Domare: Baum (POL), Goralczyk (POL) | Domare: Baum (POL), Goralczyk (POL) |

Placeringsmatch 5:e-8:e plats
|       | 2008-08-21 | Sverige       | 19 – 20         | Kina   | Pekings Nationella inomhusstadion           |                                             |
| 12:00 | 12:00      | Torstensson 6 | (7 – 8) Rapport | Wang 5 | Domare: Karbas-Chi (IRI), Kolahdouzan (IRI) | Domare: Karbas-Chi (IRI), Kolahdouzan (IRI) |
| 12:00 | 12:00      |               |                 |        | Domare: Karbas-Chi (IRI), Kolahdouzan (IRI) | Domare: Karbas-Chi (IRI), Kolahdouzan (IRI) |
| 12:00 | 12:00      |               |                 |        | Domare: Karbas-Chi (IRI), Kolahdouzan (IRI) | Domare: Karbas-Chi (IRI), Kolahdouzan (IRI) |

Placeringsmatch 7:e-8:e plats
|       | 2008-08-23 | Sverige   | 30 – 34           | Rumänien          | Pekings Nationella inomhusstadion    |                                      |
| 08.00 | 08.00      | Gullden 9 | (15 – 17) Rapport | Stanca, Meirosu 6 | Domare: Elmoamli (EGY), Shaban (EGY) | Domare: Elmoamli (EGY), Shaban (EGY) |
| 08.00 | 08.00      |           |                   |                   | Domare: Elmoamli (EGY), Shaban (EGY) | Domare: Elmoamli (EGY), Shaban (EGY) |
| 08.00 | 08.00      |           |                   |                   | Domare: Elmoamli (EGY), Shaban (EGY) | Domare: Elmoamli (EGY), Shaban (EGY) |

## Kanot

### Racing

#### Damer
| Deltagare       | Gren               | Heat     | Heat      | Semifinal | Semifinal | Final           | Final           |
| Deltagare       | Gren               | Tid      | Placering | Tid       | Placering | Tid             | Placering       |
| --------------- | ------------------ | -------- | --------- | --------- | --------- | --------------- | --------------- |
| Sofia Paldanius | Damernas K-1 500 m | 1:51,110 | 4 QS      | 1:53,797  | 5         | Avancerade inte | Avancerade inte |

#### Herrar
| Deltagare                          | Gren                 | Heat     | Heat      | Semifinal       | Semifinal       | Final           | Final           |
| Deltagare                          | Gren                 | Tid      | Placering | Tid             | Placering       | Tid             | Placering       |
| ---------------------------------- | -------------------- | -------- | --------- | --------------- | --------------- | --------------- | --------------- |
| Anders Gustafsson                  | Herrarnas K-1 500 m  | 1:36,633 | 3 QS      | 1:42,409        | 2 QF            | 1:38.447        | 7               |
| Markus Oscarsson                   | Herrarnas K-1 1000 m | 3:30,044 | 3 QS      | 3:33,906        | 3 QF            | 3:30.198        | 6               |
| Anders Gustafsson Markus Oscarsson | Herrarnas K-2 1000 m | DSQ      | DSQ       | Avancerade inte | Avancerade inte | Avancerade inte | Avancerade inte |

QS=Kvalificerad för Semifinal, QF=Kvalificerad för final
- Anders Gustafsson och Markus Oscarsson avbröt medvetet kvalet på K-2 1000m för att istället satsa på de individuella grenarna

## Ridsport

### Dressyr
| Deltagare                                       | Häst        | Gren                 | Runda 1                     | Runda 1   | GP-Special | GP-Special | GP-kür          | GP-kür          | GP-kür          |
| Deltagare                                       | Häst        | Gren                 | Poäng                       | Placering | Poäng      | Placering  | Poäng           | Totalt          | Placering       |
| ----------------------------------------------- | ----------- | -------------------- | --------------------------- | --------- | ---------- | ---------- | --------------- | --------------- | --------------- |
| Jan Brink                                       | Briar       | Individuell dressyr  | 68.875                      | 13        | 68.960     | 13         | 73.450          | 71.205          | 10              |
| Patrik Kittel                                   | Floresco    | Individuell dressyr  | 67.125                      | 18        | 64.360     | 24         | Avancerade inte | Avancerade inte | Avancerade inte |
| Tinne Vilhelmsson                               | Solos Carex | Individuell dressyr  | 66.042                      | 23        | 69.240     | 11         | 71.450          | 70.345          | 12              |
| Från: Jan Brink Patrik Kittel Tinne Vilhelmsson | Som ovan    | Lagtävling i dressyr | 67.347 68.875 67.125 66.042 | 5         |            |            |                 |                 |                 |

### Fälttävlan
| Deltagare                                                                            | Häst             | Gren                    | Dressyr | Dressyr   | Terrängbana | Terrängbana | Hoppning | Hoppning  | Hoppning        | Hoppning        | Totalt | Totalt    |
| Deltagare                                                                            | Häst             | Gren                    | Dressyr | Dressyr   | Terrängbana | Terrängbana | Kval     | Kval      | Final           | Final           | Totalt | Totalt    |
| Deltagare                                                                            | Häst             | Gren                    | Straff  | Placering | Straff      | Placering   | Straff   | Placering | Straff          | Placering       | Straff | Placering |
| ------------------------------------------------------------------------------------ | ---------------- | ----------------------- | ------- | --------- | ----------- | ----------- | -------- | --------- | --------------- | --------------- | ------ | --------- |
| Dag Albert                                                                           | Tubber Rebel     | Individuell fälttävlan  | 65.60   | 65        | 27.60       | 40          | 27.60    | 31        | Avancerade inte | Avancerade inte | 93.20  | 32        |
| Linda Algotsson                                                                      | Stand By Me      | Individuell fälttävlan  | 41.50   | 15        | 22.80       | 18          | 0.00     | 15 Q      | 4.00            | 13              | 68.30  | 13        |
| Viktoria Carlerbäck                                                                  | Bally's Geronimo | Individuell fälttävlan  | 46.50   | 24        | 26.40       | 27          | Avbröt   | Avbröt    | Avbröt          | Avbröt          | Avbröt | Avbröt    |
| Magnus Gällerdal                                                                     | Keymaster        | Individuell fälttävlan  | 54.60   | 48        | 13.60       | 23          | Avbröt   | Avbröt    | Avbröt          | Avbröt          | Avbröt | Avbröt    |
| Katrin Norling                                                                       | Pandora          | Individuell fälttävlan  | 52.00   | 38        | 16.00       | 22          | 5.00     | 19 Q      | 8.00            | 18              | 81.00  | 22        |
| Från: Dag Albert Linda Algotsson Viktoria Carlerbäck Magnus Gällerdal Katrin Norling | som ovan         | Lagtävling i fälttävlan | 140.00  | 7         | 60.50       | 5           | 30.00    | 4         |                 |                 | 230.50 | 4         |

- Emma Karlsson - Reserv

### Banhoppning

#### Individuellt
| Deltagare            | Häst        | Ind. Runda 1 | Ind. Runda 1 | Ind. Runda 2 | Ind. Runda 2 | Ind. Runda 2 | Ind. Runda 3 | Ind. Runda 3 | Ind. Runda 3 | Final           | Final           | Final           | Final           | Final           | Final     |
| Deltagare            | Häst        | Ind. Runda 1 | Ind. Runda 1 | Ind. Runda 2 | Ind. Runda 2 | Ind. Runda 2 | Ind. Runda 3 | Ind. Runda 3 | Ind. Runda 3 | Runda A         | Runda A         | Runda B         | Runda B         | Total           | Total     |
| Deltagare            | Häst        | Straff       | Placering    | Straff       | Totalt       | Placering    | Straff       | Totalt       | Placering    | Straff          | Placering       | Straff          | Placering       | Straff          | Placering |
| -------------------- | ----------- | ------------ | ------------ | ------------ | ------------ | ------------ | ------------ | ------------ | ------------ | --------------- | --------------- | --------------- | --------------- | --------------- | --------- |
| Rolf-Göran Bengtsson | Ninja       | 4            | 30           | 0            | 4            | 8 Q          | 4            | 8            | 8            | 0               | 1 Q             | 0               | 1               | 0+4             |           |
| Peter Eriksson       | Jaguar Mail | 8            | 49           | 8            | 16           | 35 Q         | 4            | 20           | 27           | 16              | 33              | Avancerade inte | Avancerade inte | Avancerade inte | 33        |
| Helena Lundbäck      | Erbblume    | 8            | 49           | 12           | 20           | 47 Q         | 17           | 37           | 42           | Avancerade inte | Avancerade inte | Avancerade inte | Avancerade inte | Avancerade inte | 43        |
| Lotta Schultz        | Calibra II  | 5            | 39           | 5            | 10           | 26 Q         | 20           | 30           | 40           | 4               | 11 Q            | 13              | 17              | 17              | 19        |

#### Lag
| Deltagare                                                               | Häst                                  | Lagfinal 1 | Lagfinal 1 | Lagfinal 2 | Lagfinal 2    | Lagfinal 2 |
| Deltagare                                                               | Häst                                  | Straff     | Placering  | Straff     | Totala straff | Placering  |
| ----------------------------------------------------------------------- | ------------------------------------- | ---------- | ---------- | ---------- | ------------- | ---------- |
| Från: Rolf-Göran Bengtsson Peter Eriksson Helena Lundbäck Lotta Schultz | Ninja Jaguar Mail Erbblume Calibra II | 13         | 3          | 25         | 38            | 8          |

## Rodd

### Damer
| Tävlande       | Gren          | Heat    | Heat      | Kvartsfinal | Kvartsfinal | Semifinal | Semifinal | B-Final | B-Final   | Placering |
| Tävlande       | Gren          | Tid     | Placering | Tid         | Placering   | Tid       | Placering | Tid     | Placering | Placering |
| -------------- | ------------- | ------- | --------- | ----------- | ----------- | --------- | --------- | ------- | --------- | --------- |
| Frida Svensson | Singelsculler | 7:56.39 | 2 Q       | 7:29.29     | 2 Q         | 7:46.38   | 6         | 7:48.19 | 1         | 7         |

### Herrar
| Tävlande      | Gren          | Heat    | Heat      | Kvartsfinal | Kvartsfinal | Semifinal | Semifinal | Final   | Final     | Placering |
| Tävlande      | Gren          | Tid     | Placering | Tid         | Placering   | Tid       | Placering | Tid     | Placering | Placering |
| ------------- | ------------- | ------- | --------- | ----------- | ----------- | --------- | --------- | ------- | --------- | --------- |
| Lassi Karonen | Singelsculler | 7:14.64 | 1 Q       | 6:50.40     | 2 Q         | 6:57.28   | 1 Q       | 7:07.64 | 6         | 6         |

## Segling

### Damer
| Tävlande                          | Gren         | Lopp | Lopp | Lopp | Lopp     | Lopp | Lopp | Lopp | Lopp | Lopp | Lopp | Lopp | Poäng | Placering |
| Tävlande                          | Gren         | 1    | 2    | 3    | 4        | 5    | 6    | 7    | 8    | 9    | 10   | 11   | Poäng | Placering |
| --------------------------------- | ------------ | ---- | ---- | ---- | -------- | ---- | ---- | ---- | ---- | ---- | ---- | ---- | ----- | --------- |
| Karin Söderström                  | Laser radial | 19   | 19   | 4    | 25       | 9    | 18   | (29) | 5    | 8    | -    | DNQ  | 107   | 14        |
| Vendela Santén Therese Torgersson | 470          | 10   | 14   | 18   | (20) DSQ | 19   | 8    | 5    | 14   | 5    | 8    | DNQ  | 101   | 15        |

### Herrar
Men
| Tävlande                         | Gren    | Lopp | Lopp | Lopp | Lopp | Lopp     | Lopp | Lopp | Lopp | Lopp | Lopp | Lopp | Poäng | Placering |
| Tävlande                         | Gren    | 1    | 2    | 3    | 4    | 5        | 6    | 7    | 8    | 9    | 10   | 11   | Poäng | Placering |
| -------------------------------- | ------- | ---- | ---- | ---- | ---- | -------- | ---- | ---- | ---- | ---- | ---- | ---- | ----- | --------- |
| Rasmus Myrgren                   | Laser   | 7    | 16   | 8    | 2    | 8        | 13   | (22) | 7    | 2    | -    | 20   | 83    | 6         |
| Anton Dahlberg Sebastian Östling | 470     | 16   | 18   | 2    | 5    | (30) DSQ | 20   | 17   | 13   | 14   | 6    | DNQ  | 111   | 15        |
| Anders Ekström Fredrik Lööf      | Starbåt | 1    | 4    | (15) | 3    | 6        | 1    | 8    | 2    | 1    | 7    | 20   | 58    |           |

### Öppen
| Tävlande                   | Gren      | Lopp | Lopp | Lopp | Lopp | Lopp | Lopp | Lopp | Lopp | Lopp | Lopp | Lopp | Lopp     | Lopp | Lopp | Lopp | Lopp | Poäng | Placering |
| Tävlande                   | Gren      | 1    | 2    | 3    | 4    | 5    | 6    | 7    | 8    | 9    | 10   | 11   | 12       | 13   | 14   | 15   | 16   | Poäng | Placering |
| -------------------------- | --------- | ---- | ---- | ---- | ---- | ---- | ---- | ---- | ---- | ---- | ---- | ---- | -------- | ---- | ---- | ---- | ---- | ----- | --------- |
| Daniel Birgmark            | Finnjolle | 14   | (17) | 1    | 6    | 12   | 3    | 3    | 5    | -    | -    | 14   |          |      |      |      |      | 58    | 4         |
| Jonas Lindberg Karl Torlén | 49er      | 16   | 18   | 2    | 17   | 12   | 16   | 17   | 14   | 19   | 16   | 16   | (20) DSQ | -    | -    | -    | DNQ  | 163   | 18        |

## Simhopp

### Damer
| Anna Lindberg | 3 m Svikt     | 294.75 | 12 Q | 324.70 | 9 Q | 342.15 | 6  |
| Elina Eggers  | 10 m Platform | 309,45 | 16 Q | 315,45 | 9 Q | 285.85 | 12 |

## Simning

### Damer
| 50m Fristil        | Therese Alshammar                                                                         | 24.94      | 9 Q  | 24.96           | 14              | Avancerade inte | Avancerade inte |                 |                 |
| 50m Fristil        | Anna-Karin Kammerling                                                                     | 25.34      | 22   | Avancerade inte | Avancerade inte | Avancerade inte | Avancerade inte |                 |                 |
| 100 m Fristil      | Josefin Lillhage                                                                          | 54.07 NR   | 10 Q | 54.59           | 11              | Avancerade inte | Avancerade inte |                 |                 |
| 200m Fristil       | Josefin Lillhage                                                                          | 1:57.98    | 13 Q | 1:59.29         | 15              | Avancerade inte | Avancerade inte |                 |                 |
| 200m Fristil       | Ida Marko-Varga                                                                           | 1:58.21    | 16 Q | 1:59.41         | 16              | Avancerade inte | Avancerade inte |                 |                 |
| 400m Fristil       | Gabriella Fagundez                                                                        | 4:11.40    | 18   | Avancerade inte | Avancerade inte | Avancerade inte | Avancerade inte |                 |                 |
| 800m Fristil       | Gabriella Fagundez                                                                        | 8:39.06    | 24   |                 |                 | Avancerade inte | Avancerade inte |                 |                 |
| 100m Ryggsim       | Sarah Sjöström                                                                            | 1:02.38    | 29   | Avancerade inte | Avancerade inte | Avancerade inte | Avancerade inte |                 |                 |
| 100m Bröstsim      | Joline Höstman                                                                            | 1:07.91    | 8 Q  | 1:08.26         | 9               | Avancerade inte | Avancerade inte |                 |                 |
| 100m Bröstsim      | Hanna Westrin                                                                             | 1:08.80    | 21   | Avancerade inte | Avancerade inte | Avancerade inte | Avancerade inte |                 |                 |
| 200m Bröstsim      | Joline Höstman                                                                            | 2:26.00    | 12 Q | 2:27.14         | 12              | Avancerade inte | Avancerade inte | Avancerade inte | Avancerade inte |
| 100m Fjäril        | Sarah Sjöström                                                                            | 59.08      | 27   | Avancerade inte | Avancerade inte | Avancerade inte | Avancerade inte |                 |                 |
| 200m Fjäril        | Petra Granlund                                                                            | 2:08.97 NR | 14 Q | 2:09.79         | 14              | Avancerade inte | Avancerade inte |                 |                 |
| 4x100m Fristil     | Therese Alshammar Claire Hedenskog Anna-Karin Kammerling Josefin Lillhage Ida Marko-Varga | 3:40.52    | 11   |                 |                 | Avancerade inte | Avancerade inte |                 |                 |
| 4x200m Fristil     | Gabriella Fagundez Petra Granlund Josefin Lillhage Ida Marko-Varga                        | 7:53.83 NR | 5 Q  |                 |                 | 7:59.83         | 8               |                 |                 |
| 4x100m Medley      | Joline Höstman Ida Marko-Varga Sarah Sjöström Hanna Westrin                               | 4:02.12 NR | 7 Q  |                 |                 | DSQ             | DSQ             |                 |                 |
| 10 km Öppet vatten | Eva Berglund                                                                              |            |      |                 |                 | 2:01:05,0       | 18              |                 |                 |

### Herrar
| Gren            | Deltagare                                                                     | Heat          | Heat          | Semifinal       | Semifinal       | Final           | Final           |
| Gren            | Deltagare                                                                     | Tid           | Placering     | Tid             | Placering       | Tid             | Placering       |
| --------------- | ----------------------------------------------------------------------------- | ------------- | ------------- | --------------- | --------------- | --------------- | --------------- |
| 50m Fristil     | Stefan Nystrand                                                               | 21.75 NR      | 4 Q           | 21.71 NR        | 4 Q             | 21.72           | 8               |
| 100m Fristil    | Stefan Nystrand                                                               | 47.83 NR      | 2 Q           | 47.91           | 5 Q             | 48.33           | 8               |
| 100m Fristil    | Jonas Persson                                                                 | 48.51         | 15 Q          | 48.59           | 13              | Avancerade inte | Avancerade inte |
| 200m Fristil    | Christoffer Wikström                                                          | 1:49.84       | 38            | Avancerade inte | Avancerade inte | Avancerade inte | Avancerade inte |
| 200m Ryggsim    | Simon Sjödin                                                                  | Startade inte | Startade inte | Startade inte   | Startade inte   | Startade inte   | Startade inte   |
| 100m Bröstsim   | Jonas Andersson                                                               | 1:01.77       | 31            | Avancerade inte | Avancerade inte | Avancerade inte | Avancerade inte |
| 100m Fjäril     | Lars Frölander                                                                | 52.15         | 18            | Avancerade inte | Avancerade inte | Avancerade inte | Avancerade inte |
| 200m Fjäril     | Simon Sjödin                                                                  | 1:57.75       | 26            | Avancerade inte | Avancerade inte | Avancerade inte | Avancerade inte |
| 4x100 m Fristil | Stefan Nystrand Jonas Persson Marcus Piehl Petter Stymne Christoffer Wikström | 3:12.73 NR    | 5 Q           |                 |                 | 3:11.92 NR ¤    | 5               |
| 4x100m Medley   | Jonas Andersson Lars Frölander Stefan Nystrand Simon Sjödin                   | 3:35.83 NR    | 11            |                 |                 | Avancerade inte | Avancerade inte |

- NR=Nationsrekord, dvs svenskt rekord.
- ¤ Svenskarna simmade under det då gällande världsrekordet i finalen på 4x100m fritt.

## Sportskytte

### Damer
| Tävlande         | Gren  | Kvalifikation | Kvalifikation | Final   | Final    | Placering |
| Tävlande         | Gren  | Träffar       | Resultat      | Träffar | Resultat | Placering |
| ---------------- | ----- | ------------- | ------------- | ------- | -------- | --------- |
| Nathalie Larsson | Skeet | 69            | 6             | 23      | 92+2     | 4         |

### Herrar
| Tävlande     | Gren       | Kvalifikation | Kvalifikation | Final           | Final           | Placering |
| Tävlande     | Gren       | Träffar       | Resultat      | Träffar         | Resultat        | Placering |
| ------------ | ---------- | ------------- | ------------- | --------------- | --------------- | --------- |
| Håkan Dahlby | Dubbeltrap | 135           | 10            | Avancerade inte | Avancerade inte | 10        |

## Taekwondo

### Damer
| Deltagare           | Gren            | 1/8-final                | Kvartsfinal                            | Semifinal            | Återkval                      | Final                         | Placering |
| Deltagare           | Gren            | Motståndare Resultat     | Motståndare Resultat                   | Motståndare Resultat | Motståndare Resultat          | Motståndare Resultat          | Placering |
| ------------------- | --------------- | ------------------------ | -------------------------------------- | -------------------- | ----------------------------- | ----------------------------- | --------- |
| Hanna Zajc          | Damernas −49 kg | Ivett Gonda (CAN) V 2-0  | Wu Jingyu (CHN) F 8-1                  | Avancerade inte      | Mildred Alango (KEN) F 0-0    | Avancerade inte               | =7        |
| Karolina Kedzierska | Damernas +67 kg | Rosana Simon (ESP) V 5-4 | María del Rosario Espinoza (MEX) F 2-4 | Avancerade inte      | Khaoula Ben Hamza (TUN) V 5-4 | Natalia Falavigna (BRA) F 2-5 | =5        |

## Tennis

### Damer
| Deltagare       | Gren   | 1/32-final                  | 1/16-final                  | 1/8-final            | Kvartsfinal          | Semifinal            | Final                | Placering |
| Deltagare       | Gren   | Motståndare Resultat        | Motståndare Resultat        | Motståndare Resultat | Motståndare Resultat | Motståndare Resultat | Motståndare Resultat | Placering |
| --------------- | ------ | --------------------------- | --------------------------- | -------------------- | -------------------- | -------------------- | -------------------- | --------- |
| Sofia Arvidsson | Singel | T Tanasugarn(THA) V 6-2 6-1 | J Dementieva(RUS) F 3-6 4-6 | Avancerade inte      | Avancerade inte      | Avancerade inte      | Avancerade inte      | =32       |

### Herrar
| Deltagare                      | Gren   | 1/32-final                     | 1/16-final                       | 1/8-final                         | Kvartsfinal                              | Semifinal                               | Final                                       | Placering |
| Deltagare                      | Gren   | Motståndare Resultat           | Motståndare Resultat             | Motståndare Resultat              | Motståndare Resultat                     | Motståndare Resultat                    | Motståndare Resultat                        | Placering |
| ------------------------------ | ------ | ------------------------------ | -------------------------------- | --------------------------------- | ---------------------------------------- | --------------------------------------- | ------------------------------------------- | --------- |
| Thomas Johansson               | Singel | J Nieminen (FIN) V 4-6 -4, 6-4 | M Juzjnyj (RUS) F 5-7 2-6        | Avancerade inte                   | Avancerade inte                          | Avancerade inte                         | Avancerade inte                             | =32       |
| Jonas Björkman                 | Singel | L Hewitt(AUS) F 5-7 6-7        | Avancerade inte                  | Avancerade inte                   | Avancerade inte                          | Avancerade inte                         | Avancerade inte                             | =64       |
| Robin Söderling                | Singel | G Simon(FRA) F 4-6 4-6         | Avancerade inte                  | Avancerade inte                   | Avancerade inte                          | Avancerade inte                         | Avancerade inte                             | =64       |
| Simon Aspelin Thomas Johansson | Dubbel |                                | P Hanley J Kerr(AUS) V 7-6 6-3   | N Almagro D Ferrer(ESP) V 7-6 6-4 | M Fyrstenberg M Matkowski(POL) V 7-6 6-4 | A Clement M Llodra(FRA) V 7-6 4-6 19-17 | R Federer S Wawrinka(SUI) F 3-6 4-6 7-6 3-6 |           |
| Jonas Björkman Robin Söderling | Dubbel |                                | R Nadal T Robredo(ESP) F 3-6 3-6 | Avancerade inte                   | Avancerade inte                          | Avancerade inte                         | Avancerade inte                             | =32       |

## Triathlon
| Tävlande    | Gren               | Simning | Cykling | Löpning | Totalt     | Placering |
| ----------- | ------------------ | ------- | ------- | ------- | ---------- | --------- |
| Lisa Nordén | Damernas triathlon | 20:56   | 1:05:26 | 35:05   | 2:02:27,47 | 18        |

## Olympiska spelen iSVT
SVT stod för TV-sändningarna i Sverige. SVT menade att årets OS-satsning är företagets största någonsin och att de skulle sända mer än 700 timmar från OS. Huvudsändningen skedde i SVT1 som sände direkt mellan 3.00 och 18.00. SVT24 sände samtidigt en kompletterande tablå. OS-sändningarna i både SVT1 och SVT24 sändes direkt på webben i SVT Play, och där sände SVT även en internetkanal – kallad Peking+ – som sände de allra smalaste OS-sporterna. Eftersom sändningarna från Kina helt och hållet producerades i HD-format skedde sändningar även i SVT HD. SVT HD:s sändningar bestod i huvudsak av samsändningar med SVT1. På kvällstid visade SVT1 sammandragsprogrammet Den olympiska studion lett av André Pops samt talkshowen Olssons studio ledd av Rickard Olsson.